# Liste von Denkmälern im Kanton Tessin
Diese Seite gibt einen Überblick über Denkmäler im engeren Sinne im Kanton Tessin, also über Bauwerke, Skulpturen, Plastiken und dergleichen im Schweizer Kanton Tessin, die an bestimmte Personen, Personengruppen oder Ereignisse erinnern.
Diese Seite enthält nicht:
- Kunstwerke, die nicht dem Gedenken an bestimmte Personen, Personengruppen oder Ereignisse dienen
- Objekte, die unter Denkmalschutz stehen und daher ebenfalls als Denkmäler bezeichnet werden
- Stolpersteine (siehe hierfür die Liste der Stolpersteine im Kanton Tessin)

## Liste
| Bild | Name                                                      | erinnert an                                                                                                  | Einweihung / Platzierung | Künstler                                         | Gemeinde         | Standort                                          |
| ---- | --------------------------------------------------------- | --- | ------------------------ | ------------------------------------------------ | ---------------- | ------------------------------------------------- |
|      | Fliegerdenkmal                                            | Adrien Guex (1901–1927), tödlich verunglückter Militärpilot                                                  | 1929                     | Fausto Agnelli                                   | Airolo           | Gotthardhospiz                                    |
|      | Suworow-Denkmal                                           | Alexander Wassiljewitsch Suworow (1730–1800), russischer General, und Antonio Gamba, sein Führer aus Taverne | 1999                     | Dmitri Nikitowitsch Tugarinow                    | Airolo           | Gotthardhospiz                                    |
|      | «Die Opfer der Arbeit»                                    | beim Bau des Gotthardtunnels gestorbene Arbeiter                                                             | 1932                     | Vincenzo Vela                                    | Airolo           | Bahnhof Airolo                                    |
|      | Franco-Zorzi-Denkmal                                      | Franco Zorzi (1923–1964), Staatsrat (FDP), Freidenker                                                        | 1967                     | Remo Rossi                                       | Airolo           | Ausgang des Stalvedro-Tunnels                     |
|      | Unabhängigkeitsdenkmal                                    | Gründung des Kantons Tessin in der Mediationsakte 1803                                                       | 1903                     | Armand Neukomm, Natale Albisetti                 | Bellinzona       | Piazza Indipendenza                               |
|      | Tessiner Soldatendenkmal                                  | während des Ersten und Zweiten Weltkriegs im Aktivdienst gestorbene Tessiner Soldaten                        | 1920/1948                | Apollonio Pessina                                | Bellinzona       | Via Dogana                                        |
|      | Rinaldo-Simen-Denkmal                                     | Rinaldo Simen (1849–1910), Staatsrat, Ständerat, Grossrat (FDP)                                              | 1923                     | Giuseppe Foglia                                  | Bellinzona       | Piazza Rinaldo Simen                              |
|      | Denkmal für die Opfer des Eisenbahnunfalls von Bellinzona | Eisenbahnunfall von Bellinzona 1924                                                                          | 1927                     | Giuseppe Chiattone                               | Bellinzona       | Piazzale Benigno Antognini                        |
|      | Giuseppe-Motta-Denkmal                                    | Giuseppe Motta (1871–1940), Bundesrat (CVP)                                                                  | 1957                     | Remo Rossi                                       | Bellinzona       | Bahnhofplatz                                      |
|      | Ambrogio-Bertoni-Denkmal                                  | Ambrogio Bertoni (1811–1887), Staatsrat, Ständerat (FDP)                                                     | 1899                     | Luigi Vassalli                                   | Biasca           | Ecke Via Generale Guisan / Via Case Sulgoni       |
|      | Oreste-Gallacchi-Denkmal                                  | Oreste Gallacchi (1846–1925), Rechtsanwalt, Grossrat, Landwirt                                               | 1926                     | Apollonio Pessina                                | Breno            | Scuola maggiore                                   |
|      | Emilio-Bossi-Denkmal                                      | Emilio Bossi («Milesbo», 1870–1920), Autor, Grossrat, Staatsrat, National- und Ständerat (FDP)               | 1931                     | Apollonio Pessina                                | Bruzella         | Via Cantonale                                     |
|      | Denkmal für die Opfer des Eisenbahnunfalls von Visletto   | Opfer des Eisenbahnunfalls von Visletto 1923                                                                 | 1931                     | Paolo Mariotta, Remo Rossi                       | Cevio            | Weiler Visletto, neben der Kapelle San Defendente |
|      | Stefano-Franscini-Denkmal                                 | Stefano Franscini (1796–1857), Bundesrat (FDP)                                                               | 1896                     | Antonio Soldini                                  | Faido            | Piazza Stefano Franscini                          |
|      | Schlachtdenkmal von Giornico                              | Schlacht bei Giornico 1478                                                                                   | 1937                     | Apollonio Pessina                                | Giornico         | Via San Gottardo                                  |
|      | Tellbrunnen                                               | Wilhelm Tell, sagenhafter Nationalheld                                                                       | 1965 (Statue von 1896)   | Ermenegildo Peverada                             | Loco             | Piazzetta                                         |
|      | Marcacci-Denkmal                                          | Giovanni Antonio Marcacci (1769–1854), Anwalt, Grossrat, Generalkonsul                                       | 1856                     | Alessandro Rossi                                 | Locarno          | Piazza Sant’Antonio                               |
|      | Pioda-Denkmal                                             | Giovanni Battista Pioda (1808–1882), Nationalrat, Gesandter                                                  | 1897                     | Antonio Chiattone                                | Locarno          | Kirche San Francesco                              |
|      | Völkermorddenkmal                                         | Völkermord an den syrischen Christen («Seyfo») 1915 im Osmanischen Reich                                     | 2016                     |                                                  | Locarno          | Parco della Pace                                  |
|      | Telldenkmal                                               | Wilhelm Tell, sagenhafter Nationalheld                                                                       | 1856                     | Vincenzo Vela                                    | Lugano           | Rivetta Guglielmo Tell                            |
|      | Washingtontempel                                          | George Washington (1732–1799), erster US-amerikanischer Präsident                                            | 1859                     | Angelo Bruneri                                   | Lugano           | Riva Antonio Caccia                               |
|      | Unabhängigkeitsdenkmal                                    | Tessiner Unabhängigkeitskampf 1798                                                                           | 1898                     | Otto Maraini, Luigi Vassalli, Ampellio Regazzoni | Lugano           | Piazza dell’Indipendenza                          |
|      | Vincenzo-Vela-Büste                                       | Vincenzo Vela (1820–1891), Bildhauer                                                                         |                          | Apollonio Pessina                                | Lugano           | Parco Ciani                                       |
|      | Carlo-Battaglini-Denkmal                                  | Carlo Battaglini (1812–1888), National- und Ständerat, Stadtpräsident von Lugano (FDP)                       | 1921                     | Luigi Vassalli                                   | Lugano           | Piazza Carlo Battaglini                           |
|      | Paride-Pelli-Denkmal                                      | Paride Pelli (1910–1968), Jurist, Grossrat, Stadtpräsident von Lugano (FDP)                                  | 1968                     | Giancarlo Franzosi                               | Lugano           | Piazzale Paride Pelli                             |
|      | Luigi-Lavizzari-Denkmal                                   | Luigi Lavizzari (1814–1875), Botaniker, Grossrat, Staatsrat, Dozent                                          | 1900                     | Antonio Soldini                                  | Mendrisio        | Piazza del Ponte                                  |
|      | Agostino-Bernasconi-Obelisk                               | Agostino Bernasconi (1914–1951), Grossrat, Staatsrat (CVP)                                                   | 1954                     |                                                  | Monteceneri      | Monte Ceneri                                      |
|      | Gedenkstein                                               | im Spanischen Bürgerkrieg gefallene Tessiner Freiwillige                                                     | 1978                     | Flavio Paolucci                                  | Monteceneri      | Monte Ceneri                                      |
|      | Gino-Mäder-Denkmal                                        | Gino Mäder (1997–2023), tödlich verunglückter Radsportler                                                    | 2024                     | Carlo Nessi                                      | Morbio Inferiore |                                                   |
|      | Giuseppe-Cattori-Denkmal                                  | Giuseppe Cattori (1866–1932), Staatsrat und Nationalrat (CVP)                                                | 1940                     | Fiorenzo Abbondio                                | Muralto          | Seepromenade (unterhalb des Bahnhofs Locarno)     |
|      | Plinio-Bolla-Denkmal                                      | Plinio Bolla (1859–1896), Grossrat, Nationalrat, Gemeindepräsident von Olivone (FDP)                         | 1898                     | Antonio Soldini                                  | Olivone          | Via Lucomagno, Ratshaus                           |